# Babócsay Izsák
Babócsay Izsák (írás-változatok: Babocsay Izsák, Babótsai Izsák) (17–18. század) jegyző. 
Tarcal városának jegyzője. 1695-től vagy előbb is a tarcali fiskális szőlők inspektora is volt egyúttal. 1705-ben veje, Héczey István vette át hivatalát, mivel ekkor már betegágyban fekvő idős ember volt. Valószínűleg ezután nem sokkal elhunyt. Munkája egyik kéziratához csatolt jegyzetéből tudni, hogy 1702-ben 56-ik évében járt.
A Tarcal város 17. század végi történetéről írt munkát Rumy Ferenc Monumenta Hungarica című gyűjteménye I. kötetében Pesten 1815-ben adta ki a sárospataki kollégium könyvtárában létező másolat után Kazinczy Ferenc kéziratából: Fata Tarczaliensia, azaz Tarczal városának főbb változásai (1670–1700). Rumy történeti és nyelvészeti magyarázatokkal látta el a művet. Szirmay Antal Historia Comitatus Zempliniensis című munkájában ismertette. Egykorú és későbbi másolatai megvannak az Országos Széchényi Könyvtár kézirattárában.
A munkájában tárgyalt három évtizedben áldatlan állapotok uralkodtak Tarcalon és a Felső-Tisza vidékén. 1680-ban Tarcal behódolt Egernek és évi adót fizetett a töröknek, mert sehol sem volt „Istenen kivül semmi oltalombeli bizodalom”. Néhány év múlva „az idegen német nemzet vas jármába szorúl a lakosság nyaka”. Ezekből az évekből sok fontos adatot őrzött meg az utókornak a tarcali jegyző. Kazinczyék „gyilkolónak” nevezték stílusát, de ma már fölösleges lenne a kényes irodalmi ízlés szempontjából elbírálni Babocsay munkáját.